# Cuesheet
Das Cuesheet ['kju:ʃi:t] (engl., etwa: Einsatzplan) ist eine Textdatei, die normalerweise Metadaten (z. B. Titellängen, Gesamtspieldauer) über Abbilder von Compact Discs enthält, die benötigt werden, um diese auf eine CD-R brennen zu können. Entwickelt wurde das Cuesheet-Format um das Jahr 1995 von den Programmierern der Software CDRWIN. Diese unterstützt auch heute noch dieses Format.

## Verbreitung
Manche Audioplayer, so z. B. VLC media player, Foobar2000, DeaDBeeF, Media Player Classic oder Clementine unterstützen die Wiedergabe von Abbildern mit Cuesheets, als würde eine normale Audio-CD vorliegen. Dabei finden ggf. weitere Metadaten Anwendung, die zum simplen Brennen einer CD nicht erforderlich sind. Diese Textzeilen mit den weiteren Metadaten beginnen mit den Zeichen REM, wodurch sie eigentlich als Kommentar (englisch remark) gekennzeichnet sind. Dadurch werden die Zeilen von Brennprogrammen ignoriert, wodurch die Cuesheets trotz der weiteren Metadaten kompatibel bleiben.
Bin/Cue-Dateien, meist mit der Dateinamenserweiterung .cue, werden oftmals von Programmen, die virtuelle CD-Laufwerke bereitstellen, als Eingabe unterstützt. Mit deren Hilfe lassen sich aus diesen Dateien ISO-Abbilder erstellen.

## Cuesheet Syntax

### Essentielle Anweisungen
FILE "<DateiNameMit.ext>" <FORMAT>
Bezeichnet eine Datei und deren Format (wie z. B. MP3 oder WAVE im Audio Format oder im BINARY für eine Datendatei eines Disc Images).
TRACK <number> <MODE>
Definiert einen Track, bzw. Titel unter Angabe der Titelnummer und dessen Types oder "Modes" (z. B.) AUDIO oder verschiedene CD-ROM modi). Einige Anweisungen, die dieser Anweisung folgen, betreffen nur den aktuellen Track und nicht die gesamte "CD".
INDEX <number> <position>
Zeigt den Index und die Position innerhalb des aktuellen FILEs an. Die Position wird im Format mm:ss:ff (Minuten:Sekunden:Frame) angegeben. Es existieren 75 Audio Frames pro Sekunde.

### Erweiterte Anweisungen/CD-Text Anweisungen und Metadaten
REM
Fügt einen Kommentar hinzu, sollte nicht alleine in einer Zeile stehen, da dies u. U. bei einigen Programmen zu Fehlern führen kann.
CDTEXTFILE
Gibt eine Datei an, die CD-Text Informationen enthält.
FLAGS
Gibt subcode Flags des Tracks an
CATALOG
Enthält den UPC/EAN der Compact Disc.
ISRC
Definiert den ISRC des aktuellen Titels TRACK
TITLE, PERFORMER and SONGWRITE
CD-Text Metadaten; Beziehen sich entweder auf die gesamte Disc oder einen Track, je nach Position (s. o.).

## Beispiele

### Beispiel-Daten-Cuesheet
Im folgenden Beispiel wird die CD-ROM aus der Datei „IMAGE.BIN“ generiert. Die Daten dort sind Binärdaten (Rohdaten) und keine Audiodaten.
```
FILE "IMAGE.BIN" BINARY
  TRACK 01 MODE1/2352
    INDEX 01 00:00:00
```

Es wird ein Track geschrieben (bei Daten-CDs üblich), und zwar im Mode 1. Obwohl dieser Modus nur 2048 Bytes Nutzdaten kennt, liegen die Daten in der Datei offenbar schon mit allen Sektornummern und Fehlerkorrekturdaten vor, und nehmen daher 2352 Bytes pro Sektor in Anspruch.

### Beispiel-Audio-Cuesheet
Im folgenden Beispiel eines Cuesheets sind sowohl die Titel der einzelnen Tracks als auch deren Interpret und die jeweiligen Replay-Gain-Werte enthalten. Sofern Soft- und Hardware (CD-Brenner) dazu imstande sind, werden beim Brennvorgang Titel und Interpreten im CD-Text der CD gespeichert.
```
PERFORMER "BSO, William Steinberg"

TITLE "Also Sprach Zarathustra - Die Planeten"

REM REPLAYGAIN_ALBUM_GAIN -5.24 dB

REM REPLAYGAIN_ALBUM_PEAK 0.999938

FILE "Also sprach Zarathustra - Die Planeten.wav" WAVE

  
TRACK 01 AUDIO

    
TITLE "Also sprach Zarathustra - Einleitung"

    
PERFORMER "BSO, William Steinberg"

    PREGAP 00:00:00
    
INDEX 01 00:00:00

    
REM REPLAYGAIN_TRACK_GAIN -6.27 dB

    
REM REPLAYGAIN_TRACK_PEAK 0.999938

  TRACK 02 AUDIO
    TITLE "Also sprach Zarathustra - Von den Hinterweltlern"
    PERFORMER "BSO, William Steinberg"
    
INDEX 00 01:52:56

    INDEX 01 02:00:28
    POSTGAP 02:00:30
    REM REPLAYGAIN_TRACK_GAIN +0.93 dB
    REM REPLAYGAIN_TRACK_PEAK 0.724884
    ...
```